# Comuna Maiacika, Novi Sanjarî
Maiacika (în ucraineană Маячка) este o comună în raionul Novi Sanjarî, regiunea Poltava, Ucraina, formată din satele Hubarivka, Maiacika (reședința) și Rekunivka.

## Demografie
Componența lingvistică a comunei Maiacika
     Ucraineană (96,36%)
     Rusă (2,91%)
     Alte limbi (0,52%)
Conform recensământului din 2001, majoritatea populației comunei Maiacika era vorbitoare de ucraineană (96,36%), existând în minoritate și vorbitori de rusă (2,91%).